# كوثر هيكل
كوثر هيكل (5 نوفمبر 1937 - 22 يناير 2021) كاتبة سيناريو مصرية، وهي زوجة الفنان أبو بكر عزت اشتهرت بكتابة الأعمال الرومنسية في السينما المصرية ترأست التلفزيون المصري.

## مسيرتها
فقد بدأت حياتة الفنية بإعداد إحدى قصصها (الحب الكبير (سهرة تلفزيونية) كسهرة تليفزيونية حملت اسم (لمن نحيا) وتنوع إنتاجها في المرحلة الأولى من حياتها المهنية بين الأفلام التسجيلية والعمل كمساعد مخرج في الدراما ومخرجة برامج حيث شاركت في إخراج سهرة (زنين) مع المخرج الراحل حسين كمال. أما أشهر البرامج التي قدمتها فكان برنامج (مواقف إنسانية)، كما قدمت هيكل للسينما أعمالا ناجحة منها (دمي ودموعي وابتساماتي)، (العذراء والشعر الأبيض)، و (العاشقان)، كما اشتهرت بحواراتها الرومانسية في هذه الأفلام. أما على الشاشة الصغيرة فمن أشهر أعمالها مسلسلات (عصفور في القفص)، (حكاية كل زوج)، (مفترق الطرق)، (لقاء)، (الأب الثاني)، وأخيراً (على نار هادية) وهو العمل الذي قام ببطولته عدد من النجوم منهم إلهام شاهين والفنان الراحل أبو بكر عزت وتوفيق عبد الحميد.
ورغم ذلك حصلت على عدة جوائز عن أعمالها منها جائزة أحسن حوار عن فيلم (حبيبي دائما) من جمعية كتاب ونقاد السينما وأحسن حوار لفيلم (العذراء والشعر الأبيض) من مهرجان القاهرة والسينمائي الدولي السابع، وجائزة مهرجان الإسكندرية السينمائي الدولي عن فيلم (العاشقان)، كما حصلت على جائزة الدولة التشجيعية ووسام العلوم والفنون من الدرجة الأولى واتسمت أعمالها بالرومانسية الواقعية البعيدة عن الخيال - حسب تعبيرها - ولم تعترف بما يسمى بسينما المرأة وتقول في أحد حواراتها: «فارق الجنس والنوع لا يشكل لون الفن والمهم هو صدق الإحساس وعمق النظرة وواقعية الهدف».